# 彩田路
彩田路是深圳市福田区与龙华区间一条南北走向的市政路，道路级别为主干路。南端起于滨河大道，与福强路相连，北经2014年7月开通的新彩通道延长至龙华区新区大道，皇岗彩田立交以南段1996年8月动工，1997年4月通车；后因为梅观路不堪重负，遂将本路以隧道形式北延至龙华，即新彩通道，2014年7月开通。。

## 交匯道路
- 滨河大道、福强路（滨河彩田立交，起点）
- 福華路
- 深南大道（深南彩田立交）
- 福中路
- 紅荔路
- 莲花路、笋岗西路（莲花立交）
- 北环大道（北环彩田立交）
- 梅林路
- 皇岗路、梅观路（皇岗彩田立交，以北路段又称新彩通道）
- 新区大道（终点）